# Saison 1959-1960 des FAR de Rabat
Pour un article plus général, voir Association sportive des FAR (football).
Maillots
Chronologie
Saison précédente Saison suivante
La saison 1959-1960 des FAR de Rabat est la seconde de l'histoire du club. Elle débute alors que les militaires ont réussi à monter en première division lors de la saison précédente. Guy Cluseau entame sa première saison en tant qu'entraîneur des FAR de Rabat. Le club est par ailleurs engagé en coupe du Trône.
Finalement, les FAR de Rabat sont éliminés par le FUS de Rabat lors des huitièmes de finale de la coupe du Trône et atteignent la seconde place en championnat après un match barrage face au KAC de Kénitra.
Le bilan en championnat des FAR de Rabat s'est terminé favorable car sur 24 matchs joués, ils en gagnent 11, en perdent 2 et cèdent 8 nuls pour 34 buts marqués et 18 encaissés.

## Contexte et résumé de la saison passée des FAR de Rabat

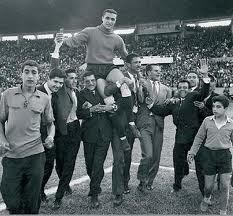
Le lieutenant Hosni Benslimane, gardien de but des FAR de Rabat porté par ses coéquipiers après la finale de la coupe du Trône 1958-1959

Lors de leur première saison, le club de l'AS FAR qui venaient juste d'être fondé par Moulay Hassan alors toujours prince héritier entame sa première saison. L'AS FAR, qui devait normalement jouer en amateur, réussit grâce à son statut de commencer sa toute première saison en seconde division. Le tout premier président de la Fédération royale marocaine de football a tout fait pour que les FAR de Rabat puissent commencer leur saison en D2 pour éviter la colère de Moulay Hassan.
Avec une équipe composée seulement de Marocains à cause de son statut, les FAR entament leur première saison sur les chapeaux de roue puisque grâce à une équipe composée essentiellement de militaires, les FAR arrivent facilement à monter en première division.
En coupe du Trône, le club militaire a commencé la compétition au stade des trente-deuxièmes de finale mais par manque d'informations, nous n'avons pas le résultat des trente-deuxièmes de finale et des seizièmes de finale dans cette compétition. Après une victoire en trente-deuxième de finale et en seizième de finale, les FAR affrontent le Wydad de Casablanca dans le cadre des huitièmes de finale et après un match difficile, les FAR accèdent en quart de finale en battant le Wydad de Casablanca sur le score de 1-0. Les FAR affrontent ensuite l'Étoile de Casablanca et remportent le match sur le score d'un but à zéro. Puis en demi-finale, les militaires affrontent le Fath Union Sport de Rabat et éliminent ce dernier sur le score de trois buts à un au cours d'un derby rbati.
La finale eut lieu le 14 décembre 1958 face au Mouloudia Club d'Oujda. Celui-ci a remporté les deux dernières éditions et s’apprêtait à faire un triplé. Ce match, qui eut lieu au Stade d'honneur à Casablanca, fut arbitré par Abdelkrim Ziani. Finalement, après quatre-vingt-dix minutes de jeu, les FAR de Rabat remportent la première coupe du Trône de leur histoire en battant le Mouloudia Club d'Oujda sur le score d'un but à zéro.

## Saison

### Parcours en Championnat
Le championnat du Maroc de football 1959-1960 est la 4e édition du championnat du Maroc de football. Elle oppose quatorze clubs regroupées au sein d'une poule unique où les équipes se rencontrent deux fois, à domicile et à l'extérieur. Deux clubs sont relégués en fin de saison.

#### Composition du championnat
Avec la relégation du TAS de Casablanca et du Rachad de Meknès et la promotion du Chabab Larache et de l'AS FAR, celui-ci retrouve donc en compagnie de treize autres équipes que sont:
L'E.J.S.C. : l'Étoile jeunesse sportive de Casablanca.
Le W.A.C. : le Wydad Athletic Club.
Le R.C.A. : le Raja Club Athletic.
Le M.C.O. : le Mouloudia Club d'Oujda.
Le S.M.: le Stade Marocain.
Le K.A.C.M. : le Kawkab Athlétique Club de Marrakech.
La R.A.C : le Racing Athletic de Casablanca.
Le F.U.S. : le Fath Union Sport de Rabat.
Le K.A.C. : le Kénitra Athlétic Club.
Le D.H.J. : le Difaâ Hassani d'El Jadida.
Le M.A.S. : le Maghreb Association Sportive.
Le H.U.S.A. : le Hassania Union Sport d'Agadir.
et le C.L. : le Chabab Larache.
Cette saison représente donc la seconde année de football de l'histoire des FAR de Rabat, il s'agit surtout de sa première en première division. On peut signaler la présence du Fath Union Sport de Rabat, ainsi que du Stade Marocain, deux clubs de la ville de Rabat. Il faut aussi noter la présence du Mouloudia Club d'Oujda qui avait perdu face aux FAR de Rabat lors de la saison précédente en finale de la coupe du Trône le 14 décembre 1958 au Stade d'honneur à Casablanca.

#### Phase aller
| Dates | Journées    | Adversaires         | Lieux des rencontres         | Scores | Buts FAR | Références          |
| ----- | ----------- | ------------------- | ---------------------------- | ------ | -------- | ------------------- |
| ???   | 1er journée | ???                 | ???                          | ?-?    | -        |                     |
| ???   | 2e journée  | ???                 | ???                          | ?-?    | -        |                     |
| ???   | 3e journée  | ???                 | ???                          | ?-?    | -        |                     |
| ???   | 4e journée  | ???                 | ???                          | ?-?    | -        |                     |
| ???   | 5e journée  | ???                 | ???                          | ?-?    | -        |                     |
| ???   | 6e journée  | ???                 | ???                          | ?-?    | -        |                     |
| ???   | 7e journée  | ???                 | ???                          | ?-?    | -        |                     |
| ???   | 8e journée  | ???                 | ???                          | ?-?    | -        |                     |
| ???   | 9e journée  | Wydad de Casablanca | Stade d'Honneur (Casablanca) | 1-1    | ??       | [ Rapport match 1 ] |
| ???   | 10e journée | ???                 | ???                          | ?-?    | -        |                     |
| ???   | 11e journée | ???                 | ???                          | ?-?    | -        |                     |
| ???   | 12e journée | ???                 | ???                          | ?-?    | -        |                     |
| ???   | 13e journée | ???                 | ???                          | ?-?    | -        |                     |

#### Phase retour
| Dates | Journées    | Adversaires         | Lieux des rencontres | Scores | Buts FAR | Références          |
| ----- | ----------- | ------------------- | -------------------- | ------ | -------- | ------------------- |
| ???   | 16e journée | ???                 | ???                  | ?-?    | -        |                     |
| ???   | 17e journée | ???                 | ???                  | ?-?    | -        |                     |
| ???   | 18e journée | ???                 | ???                  | ?-?    | -        |                     |
| ???   | 19e journée | ???                 | ???                  | ?-?    | -        |                     |
| ???   | 20e journée | ???                 | ???                  | ?-?    | -        |                     |
| ???   | 21e journée | ???                 | ???                  | ?-?    | -        |                     |
| ???   | 22e journée | ???                 | ???                  | ?-?    | -        |                     |
| ???   | 23e journée | ???                 | ???                  | ?-?    | -        |                     |
| ???   | 24e journée | Wydad de Casablanca | ???                  | 0-0    | -        | [ Rapport match 2 ] |
| ???   | 25e journée | ???                 | ???                  | ?-?    | -        |                     |
| ???   | 26e journée | ???                 | ???                  | ?-?    | -        |                     |
| ???   | 27e journée | ???                 | ???                  | ?-?    | -        |                     |
| ???   | 28e journée | ???                 | ???                  | ?-?    | -        |                     |

#### Classement final avant le tournoi triangulaire
Le classement est établi sur le même barème de points que durant l'époque coloniale, c'est-à-dire qu'une victoire vaut trois points, un match nul deux points et défaite à un point. Le club du Hassania d'Agadir n'est pas présent sur le classement après son forfait à la suite du séisme d'Agadir qui a fait de nombreuses victimes dans la ville.
| Rang | Équipe                   | Pts | J  | G  | N  | P  | Bp | Bc | Diff |
| ---- | ------------------------ | --- | -- | -- | -- | -- | -- | -- | ---- |
| 1    | Raja de Casablanca       | 54  | 24 | 11 | 8  | 5  | 32 | 14 | +18  |
| 2    | KAC de Kénitra           | 54  | 24 | 11 | 8  | 5  | 37 | 21 | +16  |
| 3    | FAR de Rabat (CdT) (P)   | 54  | 24 | 11 | 8  | 5  | 34 | 18 | +16  |
| 4    | Wydad de Casablanca (V)  | 53  | 24 | 10 | 9  | 5  | 28 | 25 | +3   |
| 5    | FUS de Rabat             | 49  | 24 | 7  | 11 | 6  | 24 | 25 | -1   |
| 6    | Mouloudia d'Oujda        | 48  | 24 | 7  | 10 | 7  | 33 | 32 | +1   |
| 7    | Maghreb de Fès           | 47  | 24 | 11 | 5  | 10 | 30 | 29 | +1   |
| 8    | Racing de Casablanca     | 47  | 24 | 10 | 9  | 11 | 31 | 33 | -2   |
| 9    | Kawkab de Marrakech      | 47  | 24 | 7  | 9  | 7  | 30 | 35 | -5   |
| 10   | Chabab Larache (P)       | 46  | 24 | 7  | 9  | 7  | 28 | 35 | -7   |
| 11   | Étoile de Casablanca (T) | 45  | 24 | 7  | 7  | 10 | 30 | 34 | -4   |
| 12   | Stade Marocain           | 43  | 24 | 7  | 5  | 12 | 23 | 34 | -11  |
| 13   | Difaâ d'El Jadida        | 37  | 24 | 9  | 2  | 9  | 13 | 54 | -41  |

- Champion

- Vice-champion

- Relégué

- Abréviations

T : Tenant du titre

V : Vice-champion 1958-1959

CdT : Vainqueur de la Coupe du Trône de football 1958-1959

P : Promus de Botola 2 1958-1959

#### Tournoi triangulaire
Les équipes devant participer à ce tournoi triangulaire sont le Raja de Casablanca, le KAC de Kénitra et les FAR de Rabat. Mais lorsque le Raja de Casablanca déclare ne pas participer à ce tournoi en signe de protestation, ce tournoi qui devait être composée de trois clubs se transforma en un match barrage opposant l’équipe des FAR de Rabat et le KAC de Kénitra.
Une très grosse polémique eut lieu lorsque la fédération royale marocaine de football imposa un tournoi triangulaire. Le classement final de la saison 1959-1960, Les FAR Rabat menaient le championnat avec deux points d'avance avant l'annulation des résultats du Hassania Agadir donnait 3 équipes premières ex-æquo en termes de total des points : le Raja de Casablanca les FAR de Rabat et le KAC de Kénitra. Mais la meilleure différence de buts était sans conteste celui du Raja de Casablanca. Lorsque ce tournoi fut imposé, le Raja de Casablanca affirme ne pas y participer en signe de protestation. Durant cette époque, seulement trois ans après l'indépendance du Maroc régnait une instabilité politique. La création des FAR de Rabat lors de la saison précédente fut sûrement la cause de ce tournoi triangulaire qui se transforma en un seul match après le refus du Raja de Casablanca d'y prendre part. Certains hommes politiques voulurent lui faire gagner son premier titre afin de les faire entrer très rapidement dans l'histoire du football marocain.
Ce tournoi triangulaire qui devait être donc composé de trois équipes soit du Raja de Casablanca, du KAC de Kénitra et des FAR de Rabat, ne verra la participation que des deux derniers. Le club remportant le match est directement sacré champion du Maroc.
| Dates | Adversaires        | Lieux des rencontres | Scores   | Buts FAR | Références          |
| ----- | ------------------ | -------------------- | -------- | -------- | ------------------- |
| ???   | KAC de Kénitra     | ???                  | 3-1      | ??       | [ Rapport match 3 ] |
|       | Raja de Casablanca |                      | Non joué |          |                     |

Finalement, les FAR de Rabat terminent vice-champion du Maroc après la défaite face au KAC de Kénitra qui lui devient champion incontesté du Maroc. Le Raja de Casablanca prend quant à lui la 3e place au classement malgré le fait que le titre de champion devait lui revenir.

#### Classement final après le tournoi
Le classement est établi sur le même barème de points que durant l'époque coloniale, c'est-à-dire qu'une victoire vaut trois points, un match nul deux points et défaite à un point. Le club du Hassania d'Agadir n'est pas présent sur le classement après son forfait à la suite du séisme d'Agadir qui a fait de nombreuses victimes dans la ville.
| Rang | Équipe                   | Pts | J  | G  | N  | P  | Bp | Bc | Diff |
| ---- | ------------------------ | --- | -- | -- | -- | -- | -- | -- | ---- |
| 1    | KAC de Kénitra           | 54  | 24 | 11 | 8  | 5  | 37 | 21 | +16  |
| 2    | FAR de Rabat (CdT) (P)   | 54  | 24 | 11 | 8  | 5  | 34 | 18 | +16  |
| 3    | Raja de Casablanca       | 54  | 24 | 11 | 8  | 5  | 32 | 14 | +18  |
| 4    | Wydad de Casablanca (V)  | 53  | 24 | 10 | 9  | 5  | 28 | 25 | +3   |
| 5    | FUS de Rabat             | 49  | 24 | 7  | 11 | 6  | 24 | 25 | -1   |
| 6    | Mouloudia d'Oujda        | 48  | 24 | 7  | 10 | 7  | 33 | 32 | +1   |
| 7    | Maghreb de Fès           | 47  | 24 | 11 | 5  | 10 | 30 | 29 | +1   |
| 8    | Racing de Casablanca     | 47  | 24 | 10 | 9  | 11 | 31 | 33 | -2   |
| 9    | Kawkab de Marrakech      | 47  | 24 | 7  | 9  | 7  | 30 | 35 | -5   |
| 10   | Chabab Larache (P)       | 46  | 24 | 7  | 9  | 7  | 28 | 35 | -7   |
| 11   | Étoile de Casablanca (T) | 45  | 24 | 7  | 7  | 10 | 30 | 34 | -4   |
| 12   | Stade Marocain           | 43  | 24 | 7  | 5  | 12 | 23 | 34 | -11  |
| 13   | Difaâ d'El Jadida        | 37  | 24 | 9  | 2  | 9  | 13 | 54 | -41  |

- Champion

- Vice-champion

- Relégué

- Abréviations

T : Tenant du titre

V : Vice-champion 1958-1959

CdT : Vainqueur de la Coupe du Trône de football 1958-1959

P : Promus de Botola 2 1958-1959

### Coupe du Trône
La saison 1959-1960 de la coupe du Trône de football est la cinquième édition de la compétition. Ayant comme champion les FAR de Rabat lors de l'édition précédente, cette compétition est la seconde plus importante du pays. Étant une équipe de première division, les FAR commencent cette compétition en seizièmes de finale.
| Dates | Tours       | Adversaires  | Lieux des rencontres | Scores | Buts FAR | Références          |
| ----- | ----------- | ------------ | -------------------- | ------ | -------- | ------------------- |
| ???   | 1/16 finale | ???          | ???                  | ?-?    |          |                     |
| ???   | 1/8 finale  | FUS de Rabat | ???                  | 0-3    | -        | [ Rapport match 4 ] |

Les FAR de Rabat commencent la compétition en 16e de finale. On ne connait ni la date et lieux de la rencontre, ni l'adversaire et le score mais le club militaire atteint le tour suivant ce qui montre que le club a bien remporté son premier match. Les Militaires doivent ensuite affronter le rival qu'est le FUS de Rabat. Alors que lors de l'édition précédente le FUS de Rabat avait été éliminé en demi-finale sur le score de 3-1 par les FAR, cette fois-ci dans le cadre des 8e de finale, le FUS écrase les Militaires sur le score de 3-0 éliminant donc dans le passage le tenant en titre de la compétition.

## Bilan de la saison
À l'issue de la saison, les FAR de Rabat réalisent un très bon parcours en championnat du Maroc, mais sont éliminés dès les 8e de finale de la compétition après une écrasante défaite face au FUS de Rabat.
En championnat, le club militaire termine 2e avec 11 victoires, 8 matchs nuls et 5 défaites sur les vingt-quatre matchs joués. Il faut aussi rajouter la défaite face au KAC de Kénitra dans le cadre du Tournoi Triangulaire transformé en un seul match. En coupe, les FAR sont éliminés lors du deuxième match aux huitième de finale. Le club militaire a donc disputé deux matchs dont l'un d'entre eux perdu par trois buts à zéro.
Avec un total de vingt-quatre matchs joués, onze victoires, huit nuls et cinq défaites en championnat, plus un match joué pour le titre, et avec un total de seulement deux matchs joués en coupe, soit une victoire et une défaite, les FAR ont joué au total pendant cette saison  27 matchs avec un bilan de 12 victoires, 8 nuls et 7 défaites.
| Compétition          | Classement final | M.J. | G. | N. | P. |
| -------------------- | ---------------- | ---- | -- | -- | -- |
| Botola 1             | 2e / 13          | 24   | 11 | 8  | 5  |
| Tournoi Triangulaire | 2e / 3           | 1    | 0  | 0  | 1  |
| Coupe du Trône       | 1/8 finale       | 2    | 1  | 0  | 1  |